# Almirante Padilla (khu tự quản)
Almirante Padilla là một khu tự quản thuộc bang Zulia, Venezuela. Thủ phủ của khu tự quản Almirante Padilla đóng tại El Toro. Khự tự quản Almirante Padilla có diện tích 151 km2, dân số theo điều tra dân số ngày 21 tháng 10 năm 2001 là 9030 người.